# 奧爾康縣 (密西西比州)
是美國密西西比州東北部的一個縣，北鄰田納西州。面積1,039平方公里，是全州面積最小的縣。根据美國2000年人口普查，共有人口34,558人。縣治科林斯（Corinth）。
奧爾康縣成立於1870年4月15日。縣名紀念州長、參議員詹姆斯·L·奧爾康（James Lusk Alcorn）。